# Rareș Takács
Rareș Takács (n. 10 decembrie 1991, Turda, Cluj, România) este un fotbalist român liber de contract, care joacă pe post de mijlocaș. fundaș dreapta sau mijlocaș dreapta. Acesta este un produs al Școlii de fotbal Ardealul. A fost component al echipei U Cluj din 2010. A debutat în Liga I în partida cu CFR Cluj (29.05.2013) din turul sezonului 2013-2014, de atunci mai reușind să adune peste 15 prezențe în teren.